# Shiranui

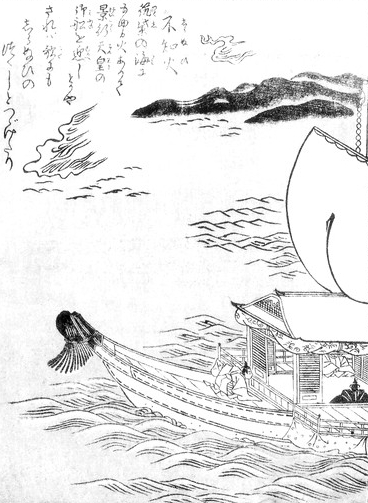
Shiranui (oben links) in Sekiens Konjaku Gazu Zoku Hyakki.

Das Shiranui (japanisch 不知火; „Unmögliches Feuer“) ist eine Art von Irrlicht der japanischen Folklore. Es gehört zur Gruppe der Yūrei (幽霊; „Gespenster“) und tritt als Feuerspuk auf offener See in Erscheinung.

## Beschreibung
Das Shiranui soll in den Buchten des Yatsushiro-Meeres (八代海; Yatsuhiro-kaj) und des Ariake-Meeres (有明海; Ariake-kaj) vor der Insel Kyūshū im ost-chinesischen Pazifik, etwa vier Kilometer vor der Küste, zu sehen sein. Am häufigsten könne man es im zeitigen August beobachten. Zunächst sollen kleine, rote Feuerchen erscheinen, die sich bald nach links und rechts teilen und an Zahl rasch zunehmen, und schließlich reihen sich Hunderte bis Tausende von Feuerchen nebeneinander auf. Es heißt, dass es sinnlos sei, sie einfangen zu wollen: egal, wie sehr man sich ihnen nähere, die Shiranui seien immer noch meilenweit entfernt. Das Shiranui wird von abergläubischen Fischern und Matrosen als gutes Omen gedeutet, weil es verirrten Seereisenden den Weg zur Küste weisen würde. Regionalen Anekdoten zufolge soll es sich um Irrlichter handeln, die der Drachengott Ryūjin (龍神) aus den Seelen Ertrunkener beschworen habe.
Entlang der Südwestküste Japans ist das Shiranui unter verschiedenen lokalen Bezeichnungen bekannt. Die am häufigsten benannten sind unter anderem: Shirai-no-hi (不知の火; „Feuer der Unwissenden“), Oya-hi (親火; „Freundliches Feuer“) und Sentōrō (千灯籠; „Tausend Lämpchen“).

## Legende
Bekannt wurde das Phänomen durch eine Legende um den Kaiser (Tennō) Keikō (景行天皇), der um 100 n. Chr. geherrscht haben soll (seine Figur ist historisch oder gar archäologisch nicht nachgewiesen). Der Sage nach wollte Keikō nach Kyūshū reisen, um sein Reich auszudehnen und die Insel zu erobern. Doch mitten auf hoher See wurde es eines Nachts so dunkel, dass seine Flotte vom Kurs abkam. Da sollen unzählige kleine Feuerchen in der Ferne erschienen sein und als Keikōs Flotte ihnen hoffnungsvoll folgte, erreichten sie sicher und wohlbehalten die Küste von Kyūshū. Der Kaiser betrachtete das Shiranui als „glückliche Fügung“ und gab dem Land den Namen Hi-no-kuni (火の国; „Land des Feuers“). Als er die Inselbewohner aber nach dem Feuer fragte, konnten sie ihm die Frage nicht beantworten und man kam zu dem Schluss, dass es ein „unmögliches“ Feuer (also eines von übernatürlicher Herkunft) sein müsse.

## Hintergründe
Das Shiranui ist seit der Kamakura-Zeit (12. Jahrhundert) sicher überliefert und populär. Bekannte Abbildungen finden sich bereits im Shokoku Rijin Dan (諸国里人談; „Geschichten des einfachen Volkes“) von Kikuoka Tenryō aus dem Jahr 1743 und im Konjaku Gazu Zoku Hyakki (今昔画図続百鬼; „Bilderbuch der 100 Dämonen von einst und jetzt“) von Toriyama Sekien aus dem Jahr 1779. Das Shiranui wird seit der Taishō-Zeit (frühes 20. Jahrhundert) auch wissenschaftlich untersucht. Gemäß Meeresbiologen und Wissenschaftlern der Kumamoto-Universität zu Tokio und der Universität für Hochtechnologie zu Hiroshima geht das Shiranui höchstwahrscheinlich auf eine optische Täuschung zurück: die Lichter stammen wohl von Fischern, die nachtaktive Meerestiere (vor allem Tintenfische) fangen wollen und dabei kleine Phosphorfeuerchen und/oder Lämpchen als Köder benutzen. Wenn die See glatt und ruhig ist, können die Lichter von der Wasseroberfläche reflektiert werden, sodass es aus großer Ferne aussehen mag, als würden sich die Lichter vermehren. Als eine zweite, ergänzende Möglichkeit wird angeboten, dass es sich um schwarmweise auftretende Leuchtquallen handeln mag.